# Pedro Henrique Campos da Costa
Pedro Henrique Campos da Costa (* 2. Juni 2003), auch bekannt als Pedro oder Pedro Henrique, ist ein brasilianischer Fußballspieler.

## Karriere
Pedro Henrique erlernte das Fußballspielen in der Schulmannschaft der Shugakukan High School. Seinen ersten Vertrag unterschrieb er am 1. Februar 2022 beim Fujieda MYFC. Der Verein aus Fujieda, einer Stadt in der Präfektur Shizuoka spielte in der dritten Liga. Am Ende der Saison wurde man Vizemeister und stieg somit in die zweite Liga auf. 2022 kam er in der dritten Liga nicht zum Einsatz. Sein Zweitligadebüt gab Pedro am 17. Juni 2023 (21. Spieltag) im Heimspiel gegen Roasso Kumamoto. Bei der 0:4-Heimniederlage wurde er in der 76. Minute für Akiyuki Yokoyama eingewechselt. In zwei Spielzeiten bestritt er ein Ligaspiel. Am 1. Februar 2024 wechselte er auf Leihbasis nach Tochigi zum Viertligisten Tochigi City FC. Am Ende der Spielzeit 2024 feierte er mit Tochigi die Meisterschaft und stieg in die dritte Liga auf. Nach dem Aufstieg verließ er den Verein und schloss sich im Januar 2024 dem Sechstligisten Tonan Maebashi an. Mit dem Verein aus Maebashi spielt er in der Kanto Soccer League (Div.2).

## Erfolge
Tochigi City FC
- Japanischer Viertligameister: 2024  ▲